# Sherman Stonor (6e baron Camoys)
Ralph Robert Watts Sherman Stonor, 6e baron Camoys (5 juillet 1913 - 9 mars 1976) est un aristocrate anglais et juge de paix.

## Biographie
Il est né en 1913, fils unique de Ralph Stonor (5e baron Camoys) et de Mildred Sherman, fille du magnat américain des affaires William Watts Sherman (en). En plus de devenir magistrat, il est membre du conseil du comté d'Oxfordshire.
En 1938, Sherman Stonor épouse (Mary) Jeanne Stourton (1913-1987), la troisième et la plus jeune fille du capitaine Herbert Marmaduke Joseph Stourton, (petit-fils du 19e baron Stourton), et de sa femme, Frances (fille du 4e vicomte Southwell). Le couple a :
- Julia Maria Cristina Mildred Stonor, maintenant Julia Camoys Stonor (en) (née en 1939) épouse Donald Saunders en 1963 (div 1977, union annulée en 1978, il est décédé en 1996).
- Thomas Stonor (7e baron Camoys) (16 avril 1940 - 4 janvier 2023), épouse Elisabeth Hyde Parker en 1966. Il succède à son père à la baronnie en 1976.
- Georgina Mary Hope Stonor (née en 1941), célibataire
- Harriet Pauline Sophia Stonor (née en 1943) épouse Julian Cotterell en 1965.
- John Edmund Robert Stonor (1946—1994), décédé célibataire